# Verband öffentlicher Verkehrsbetriebe
Der Verband Öffentlicher Verkehrsbetriebe (VÖV) wurde am 25. Oktober 1949 in Stuttgart gegründet. Die Geschäftsstelle befand sich zunächst in Essen, ab 1959 in Köln. Der VÖV bestand bis 1990, Nachfolgeorganisation ist der Verband Deutscher Verkehrsunternehmen (VDV), der auch den Verkehrsbetrieben der ehemaligen DDR offensteht.

## Geschichte

### Vorgängerorganisationen
Die Geschichte des Verbandes begann während der Industrialisierung mit dem 1846 gegründeten Verband der Preußischen Eisenbahnen und dem 1895 in München gegründeten Verein Deutscher Straßen- und Kleinbahnverwaltungen, deren Aufgabe die Förderung der Zusammenarbeit zwischen den Mitgliedsunternehmen und deren Erfahrungsaustausch untereinander sowie deren Interessenvertretung gegenüber der Politik, den Industriebetrieben und anderen Verkehrsträgern war. Der Sitz des Vereins war bis 1945 Berlin. Ab 1928 führte der Verein die neue Bezeichnung »Verband Deutscher Verkehrsverwaltungen«. Ab 1934 wurde er unter der nationalsozialistischen Herrschaft Deutschlands durch die Eingliederung in die Reichsverkehrsgruppen des Reichsverkehrsministeriums gleichgeschaltet und damit weitgehend ihres Einflusses beraubt.

### Nach dem Zweiten Weltkrieg
Nach dem Zusammenbruch des Deutschen Reiches und der Besetzung Deutschlands durch die Alliierten wurde am 8. November 1946 der Verein der Straßenbahnen und sonstigen öffentlichen Personenverkehrsunternehmen in der britischen Besatzungszone (VSB) gegründet, der Betriebe mit Straßenbahn-, O-Bus- sowie Omnibusverkehr umfasste. Der Sitz war damals Essen. Ebenfalls 1946 wurde in der amerikanischen Besatzungszone eine Vereinigung der Straßenbahnen in der amerikanischen besetzten Zone (VSA) gegründet. Ende 1947 fassten beide Vereinigungen ihre Arbeit in der Arbeitsgemeinschaft der Vereinigungen öffentlicher Verkehrsbetriebe (AVV) zusammen. In diesem Rahmen begannen die Fachausschüsse wieder ihre Arbeit. Die AVV erreichte die Aufnahme der Verkehrsunternehmen in die Dringlichkeitsstufe 1, um die dringend erforderliche Materialbeschaffung während der frühen Nachkriegszeit zu verbessern. Ein von der AVV initiierter Aufbauplan ergab, dass 1,25 Millionen Mark erforderlich wären, um Verkehrsinfrastrukturen bei den Verkehrsbetrieben wieder auf den Stand von 1938 zu bringen. 
Nach der Gründung der Bundesrepublik Deutschland am 23. Mai 1949 brachte eine neue, verlässlichere Situation. So wurde am 26. Oktober 1949 der Verband öffentlicher Verkehrsbetriebe (VÖV) gegründet. Zunächst blieb die Geschäftsstelle in Essen, 1959 zog sie nach Köln, wo sie auch 1991 beim Übergang in die Nachfolgeorganisation (VDV) blieb.
Die Struktur des neuen Verbandes wurde an die des bis 1934 bestehenden Verbandes Deutscher Verkehrsverwaltungen angelehnt, da sich dessen innerer und äußerer Aufbau aus Sicht der Mitglieder bewährt hatte. Der Verband sah sich in dieser Tradition und feierte deshalb 1955 das 60-jährige bestehen der Verbandsorganisation.
Die vier saarländischen Verkehrsunternehmen (Neunkirchen, Saarbrücken, Saarlouis und Völklingen), die sich zunächst in einem Verband öffentlicher Nahverkehrsbetriebe des Saarlandes (VÖNS) zusammengetan hatten, traten zusätzlich dem VÖV bei, noch bevor das Saarland als zusätzliches Bundesland Teil der Bundesrepublik Deutschland wurde.
Die Geschäftsstelle des VÖV wurde 1959 von Essen nach Köln verlegt. Präsident wurde der 1925 geborene, dem Vorstand der Bochum-Gelsenkirchener Straßenbahn AG angehörende Dortmunder Hans-Jürgen Sattler, Vizepräsident von 1978 bis 1984 war Heinrich Becker, der Direktor der Stadtwerke Gießen.
Während der Wendezeit der damaligen DDR wurde dort am 15. März 1990 ein ebenfalls als Verband öffentlicher Verkehrsbetriebe bezeichneter Verband gegründet. Die Geschäftsstelle befand sich in Leipzig. 
Am 6. November 1990 wurde der Zusammenschluss von VÖV, Bundesverband Deutscher Eisenbahnen, Kraftverkehre und Seilbahnen (BDE) und VÖV-DDR zum Verband Deutscher Verkehrsunternehmen beschlossen.

## Standardisierung bei Straßenbahnwagen
Um nach dem Zweiten Weltkrieg den dringenden Bedarf an Fahrzeugen für den städtischen Personentransport zu erhalten, wurden zahlreiche Fahrgestelle kriegszerstörter Straßenbahnwagen bei der Düsseldorfer Waggonfabrik (DUEWAG) mit neuen standardisierten Aufbauten versehen. Von 1948 bis 1950 wurden von den so genannten Aufbauwagen 355 Triebwagen und 248 Beiwagen erstellt. Anschließend wurden zwei- und dreiachsige Straßenbahnwagen völlig neu – also mit neuen Fahrgestellen – hergestellt. Der auch nach Plänen des Fachverbandes Waggonbau, Arbeitsgemeinschaft Straßenbahnwagen (später VÖV) konstruierte Verbandswagen wurde von verschiedenen Waggonherstellern von 1951 bis 1958 hergestellt (206 Triebwagen und 326 Beiwagen).

## Standardisierung bei Linienbussen
Ab den 1960er Jahren wurde vom VÖV die Standardisierung von Linienbussen betrieben. Diese mündete in einer Typenempfehlung für den Standard-Linienbus, der ab 1968 in Serie von verschiedenen Omnibusherstellern bis Mitte der 1980er Jahre produziert wurde. Anfang der 1980er Jahre folgte die Typenempfehlung für den verbesserten Nachfolgetyp Standard-Linienbus II.